# Adamowice (województwo małopolskie)
Adamowice – wieś w Polsce położona w województwie małopolskim, w powiecie miechowskim, w gminie Gołcza.
W latach 1975–1998 miejscowość administracyjnie należała do województwa krakowskiego. Integralna część miejscowości: Kopanina.